# Deadline Gallipoli
Deadline Gallipoli, es una miniserie australiana estrenada el 19 de abril del 2015 por medio de la cadena Foxtel.
La miniserie siguió a los periodistas Phillip Schuler, Charles Bean y Ellis Ashmead Bartlett y como los tres lucharan por contar la historia de la batalla de Galípoli y cuyas acciones ayudarán a cambiar el curso de la campaña asegurándose de que lo sucedido se convierta en una leyenda de heroísmo humano.

## Historia
La miniserie siguió a un equipo de periodistas que son enviados con las tropas invasoras británicas y aliadas en 1915 a la batalla de Galípoli durante la Primera Guerra Mundial y sobre cómo ellos lucharán por informar lo que sucede en la guerra a pesar de que se les impide contar la historia sobre el desastre mientras este se desarrolla.
También exploró la historia de los jóvenes soldados que fueron enviados a Galípoli para luchar en la guerra, en cómo se dieron cuenta de que el mando británico no estaba preparado para la lucha y su lucha para lograr que sus historias fueran conocidas a pesar del régimen de censura brutal que había en ese tiempo.

## Personajes[3]

### Personajes principales
| Actor            | Personaje              | Ocupación                    | N.º de episodios | Duración |
| ---------------- | ---------------------- | ---------------------------- | ---------------- | -------- |
| Sam Worthington  | Phillip Schuler        | Escritor/Fotógrafo de Guerra | 2                | 2015     |
| Hugh Dancy       | Ellis Ashmead Bartlett | Periodista de Guerra         | 2                | 2015     |
| Joel Jackson     | Charles Bean           | Periodista de Guerra         | 2                | 2015     |
| Charles Dance    | Sir Ian Hamilton       | General Británico            | 2                | 2015     |
| Rachel Griffiths | Lady Hamilton          | -                            | 2                | 2015     |
| Anna Torv        | Gwendoline Churchill   | -                            | 2                | 2015     |
| Jessica De Gouw  | Vera Grant             | -                            | 2                | 2015     |
| James Fraser     | Arthur Bazley          | -                            | 2                | 2015     |
| Bryan Brown      | William Bridges        | General                      | 1                | 2015     |
| Ewen Leslie      | Keith Murdoch          | Periodista de Guerra         | 1                | 2015     |

### Personajes secundarios
| Actor                 | Personaje          | Ocupación             | N.º de episodios | Duración |
| --------------------- | ------------------ | --------------------- | ---------------- | -------- |
| Laurence Boxhall      | Jimmy Paradise     | -                     | 2                | 2015     |
| Mark Brady            | Terry Sutton       | Soldado               | 2                | 2015     |
| Marco Chiappi         | Henry Nevinson     | -                     | 2                | 2015     |
| Luke Ford             | Charlie Hodson     | Soldado               | 2                | 2015     |
| Benedict Hardie       | Nigel Sutton       | Soldado               | 2                | 2015     |
| Aaron Glenane         | Stan Phipps        | Soldado               | 2                | 2015     |
| Paul Blackwell        | Malcolm Ross       | -                     | 2                | 2015     |
| Simon Maiden          | Winston Churchill  | -                     | 2                | 2015     |
| Charles Mayer         | Jack Churchill     | Soldado               | 2                | 2015     |
| Genevieve Mooy        | Lady Churchill     | -                     | 2                | 2015     |
| Alastair Osment       | Melvyn             | Soldado               | 2                | 2015     |
| Robert Rabiah         | Mehmet             | -                     | 2                | 2015     |
| Martin Jacobs         | Gral. Braithwaite  | General               | 2                | 2015     |
| Derik Lynch           | Arthur             | Soldado               | 2                | 2015     |
| Justin Smith          | Lester Lawrence    | -                     | 2                | 2015     |
| Dylan Young           | Percy Cooper       | Soldado               | 2                | 2015     |
| Dan Wyllie            | Capt. Frank Elliot | Capitán               | 1                | 2015     |
| Simon Lyndon          | Col. White         | Coronel               | 1                | 2015     |
| Huw Higginson         | Gral. Nigel Sutton | General               | 1                | 2015     |
| Craig Walsh-Wrightson | Gral. Monro        | General               | 1                | 2015     |
| Colin Moody           | Maj. Antill        | Mayor                 | 1                | 2015     |
| Dan O'Grady           | Capt. Maxwell      | Capitán               | 1                | 2015     |
| Yalin Ozucelik        | Sebaeddin          | Príncipe              | 1                | 2015     |
| Agani Gecmez          | Nesu               | -                     | 1                | 2015     |
| Craig Behenna         | Cmdre. Roger Keyes | Comandante            | 1                | 2015     |
| Josh Saks             | Dr. Mathieson      | Doctor                | 1                | 2015     |
| Jean-Francois Gavanon | -                  | Gendarme              | 1                | 2015     |
| Brendan Rock          | -                  | Policía Militar       | 1                | 2015     |
| Brian Lipson          | -                  | Embajador Australiano | 1                | 2015     |
| Terence Crawford      | -                  | Fotógrafo             | 1                | 2015     |
| Aamrik Arjun          | -                  | Soldado Indio         | 1                | 2015     |
| Louise Heesom Smith   | -                  | Secretaria            | 1                | 2015     |

## Premios y nominaciones
| Año  | Categoría                                    | Premio             | Nominados (as)                                                 | Resultado |
| ---- | -------------------------------------------- | ------------------ | -------------------------------------------------------------- | --------- |
| 2016 | Most Outstanding Miniseries or Telemovie     | Silver Logie Award | Deadline Gallipoli                                             | Nominado  |
| 2016 | Most Outstanding Actor                       | Silver Logie Award | Hugh Dancy                                                     | Nominado  |
| 2016 | Best New Talent                              | Logie Award        | Joel Jackson                                                   | Nominado  |
| 2016 | Most Outstanding Newcomer - Actor            | Logie Award        | Joel Jackson                                                   | Nominado  |
| 2016 | Best Lead Actor – Drama                      | AACTA Award        | Joel Jackson                                                   | Nominado  |
| 2016 | Best Direction in a Drama or Comedy          | AACTA Award        | Michael Rymer                                                  | Nominado  |
| 2016 | Best Cinematography in Television            | AACTA Award        | Geoffrey Hall                                                  | Ganó      |
| 2016 | Best Editing in Television                   | AACTA Award        | Dany Cooper y Martin Connor                                    | Nominados |
| 2016 | Best Screenplay in Television                | AACTA Award        | Jacquelin Perske y Shaun Grant                                 | Nominados |
| 2016 | Best Sound in Television                     | AACTA Award        | Des Kenneally, Robert Mackenzie, Liam Price, Jed Dodge...      | Ganaron   |
| 2016 | Best Original Music Score in Television      | AACTA Award        | David Bridie                                                   | Nominado  |
| 2016 | Best Production Design in Television         | AACTA Award        | Pete Baxter                                                    | Nominado  |
| 2015 | Television Mini Series – Original            | AWGIE Award        | Jacquelin Perske, Stuart Beattie, Shaun Grant & Cate Shortland | Ganaron   |
| 2015 | Best Achievement in Sound for a Tele-Feature | ASSG Award         | Robert Mackenzie, Liam Price, Justine Angus, John Simpson...   | Ganaron   |

## Producción
Fue escrita por Jacquelin Perske, Shaun Grant, Stuart Beattie y Cate Shortland. La serie comenzó sus filmaciones a través de Australia del Sur a mediados del 2014.
La compañía productora de Sam Worthington "FullClip and Matchbox Pictures" produjo la miniserie y fue filmada en "Adelaide Studios".
Originalmente la miniserie se llamó The Gallipoli Story pero luego fue cambiada a Deadline Gallipoli.